# Sarcostigma kleinii
Sarcostigma kleinii är en tvåhjärtbladig växtart som beskrevs av Wight & Arn.. Sarcostigma kleinii ingår i släktet Sarcostigma och familjen Icacinaceae. Inga underarter finns listade i Catalogue of Life.